# Brice (bier)
Brice is een Belgisch bier van hoge gisting.
Het bier wordt sinds 2003 gebrouwen in Brasserie Grain d'Orge te Homburg.
Het is een blond bier met een alcoholpercentage van 7,5%.
Brice en zusterbier Joup zijn vernoemd naar de twee verenigingen van het dorp Homburg. In 1591 werd de “Schuttersvereniging St Brice” (Société Royale de Tir St Brice) opgericht. De leden organiseerden feesten en andere activiteiten in de parochie. Een van hun taken was tijdens de processie de Houten Maagd te dragen, maar toen ze in 1881 het beeld, ten gevolge van de hitte, neerzetten in een talud was de pastoor op zijn tenen getrapt. Deze besloot alles in het werk te zetten om een nieuwe broederschap op te richten en zo ontstond in 1882 de “Vereniging St Joseph” (La Société Saint Joseph). Van toen af werd het dorp in twee verdeeld, de groenen Brice of de roden Joup en een huwelijk tussen een groene en een rode was niet altijd mogelijk. Men kon uit de kleur van de afsluiting van een boerderij zelfs opmaken bij welke vereniging de betreffende boer hoorde. Tot op heden bestaan deze twee verenigingen in het dorp nog steeds. De brouwer heeft ze wel verenigd op het bierglas, maar rug aan rug zodat ze geen ruzie kunnen maken.